# Циклотронна маса
Циклотронна маса — узагальнена маса (спільна для всього твердого тіла) носіїв струму при їх русі в магнітному полі. В загальному випадку ця маса не збігається з ефективною масою носіїв, оскільки поверхня Фермі може бути анізотропною, а ефективна маса є тензором. Циклотронну масу вимірюють за допомогою методу циклотронного резонансу або магнітотранспортних методів (ефект Шубникова — де Гааза). Знання циклотронної маси інколи допомагає визначити форму поверхні Фермі в твердому тілі.

## Тривимірний випадок[1]
Поверхня Фермі тривимірного кристала, наприклад кремнію, котрий є непрямозонним напівпровідником, складається з шести еліпсоїдів обертання в k-просторі. Розглянемо переріз поверхні Фермі площиною XZ такий, що в цій площині будуть знаходитися 4 витягнуті еліпси з центрами розташованими на осях на віддалі {\displaystyle k_{0}}. Нехай вектор магнітного поля {\displaystyle \mathbf {B} } лежить в цій площині та створює кут {\displaystyle \theta } з віссю Z. Анізотропний закон дисперсії для електронів має вигляд:
{\displaystyle \varepsilon ={\frac {\hbar ^{2}}{2}}\left({\frac {k_{x}^{2}+k_{y}^{2}}{m_{t}}}+{\frac {(k_{z}-k_{0})^{2}}{m_{l}}}\right),}
де введені дві різні ефективні маси {\displaystyle m_{t}}, {\displaystyle m_{l}}, які називаються відповідно повздовжною та поперечною ефективними масами. Рівняння руху частки (другий закон Ньютона) із зарядом «-e» в магнітному полі {\displaystyle \mathbf {B} } при відсутності затухання
{\displaystyle \hbar {\frac {d\mathbf {k} }{dt}}=-e\mathbf {v} \times \mathbf {B} ,}
де {\displaystyle \mathbf {k} } — хвильовий вектор, а швидкість частки {\displaystyle \mathbf {v} } визначається виразом:
{\displaystyle \mathbf {v} ={\frac {1}{\hbar }}\nabla _{k}\varepsilon =\left({\frac {\hbar k_{x}}{m_{t}}},\,{\frac {\hbar k_{y}}{m_{t}}},\,{\frac {\hbar (k_{z}-k_{0})}{m_{l}}}\right).}
Тепер розглянемо покомпонентно закон руху:
{\displaystyle \hbar {\frac {dk_{x}}{dt}}=-{\frac {e\hbar Bk_{y}}{m_{t}}}\cos {\theta },}
{\displaystyle \hbar {\frac {dk_{y}}{dt}}={\frac {e\hbar Bk_{x}}{m_{t}}}\cos {\theta }-{\frac {e\hbar B(k_{z}-k_{0})}{m_{l}}}\sin {\theta },}
{\displaystyle \hbar {\frac {dk_{z}}{dt}}={\frac {e\hbar Bk_{y}}{m_{t}}}\sin {\theta }.}
Нас буде цікавити тільки розв'язки виду:
{\displaystyle k_{x}=k_{1}e^{i\omega t},\,k_{y}=k_{2}e^{i\omega t},\,k_{z}=k_{0}+k_{3}e^{i\omega t}.}
Цей розв'язок існує при певній частоті, котра називається циклотронною, котра залежить від кута:
{\displaystyle \omega _{c}=eB\left({\frac {\sin ^{2}{\theta }}{m_{l}m_{t}}}+{\frac {\cos ^{2}{\theta }}{m_{t}^{2}}}\right)^{1/2}.}
Тут можна визначити циклотронну масу як
{\displaystyle m_{c}=|e|B/\omega _{c}.}
Видно, що при {\displaystyle \theta =0}, то {\displaystyle m_{c}=m_{t}}, а якщо {\displaystyle \theta =\pi /2}: {\displaystyle m_{c}={\sqrt {m_{l}m_{t}}}}.

## Загальний випадок тривимірного простору[2]
В загальному випадку для довільної поверхні Фермі, наприклад в металах поверхня Фермі може приймати складну форму і тому необхідно використовувати наступну формулу для циклотронної частоти
{\displaystyle \omega _{c}={\frac {2\pi |e|B}{\hbar ^{2}}}{\frac {1}{(\partial S/\partial \varepsilon _{F})}}}
та циклотронної маси:
{\displaystyle m_{c}={\frac {\hbar ^{2}}{2\pi }}{\frac {\partial S}{\partial \varepsilon _{F}}},} (1)
де {\displaystyle S(\varepsilon _{F},k_{H})} — площа перетину  поверхні Фермі  площиною {\displaystyle {k_{H}}=const}, де {\displaystyle k_{H}} — проєкція хвильового вектора електрону на напрямок магнітного поля, {\displaystyle \varepsilon _{F}} — енергія Фермі.

## Випадок параболічної зони[2]
Для найпростішої ізотропної параболічної зони енергію {\displaystyle \varepsilon } та площу перетину {\displaystyle S} можна представити у вигляді наступних функцій :
{\displaystyle \varepsilon ={\frac {\hbar ^{2}k^{2}}{2m^{*}}}\ },
{\displaystyle {S}\left(\varepsilon _{F},{{k}_{H}}\right)=\pi k_{\bot }^{2}=\pi \left({\frac {2{{m}^{*}}\varepsilon _{F}}{{\hbar }^{2}}}-k_{H}^{2}\right)},
де {\displaystyle {{k}_{\bot }}}- величина компоненти хвильового вектора, що перпендикулярна магнітному полю, {\displaystyle m^{*}}- ефективна маса. В цьому випадку похідна площини від енергії буде мати найпростіший вигляд :
{\displaystyle {\frac {\partial {S}}{\partial \varepsilon _{F}}}={\frac {2\pi {{m}^{*}}}{{\hbar }^{2}}}}.
Підставляючи отримані значення для похідної в формулу для циклотронної маси, знаходимо:
{\displaystyle m_{c}={\frac {\hbar ^{2}}{2\pi }}\cdot {\frac {\partial S}{\partial \varepsilon _{F}}}=m^{*}}.
Таким чином, у випадку простої ізотропної параболічної зони ми будемо мати тотожність фізичних величин — «циклотронної маси» та «ефективної маси». Дана обставина і дозволяє в більшості випадків вимірювати ефективну масу носіїв у твердому тілі.

## Циклотронна маса графену[4]
Двовимірний закон дисперсії графену поблизу точок Дірака задається рівнянням
{\displaystyle \varepsilon =\pm \hbar v_{F}k,}
де {\displaystyle \varepsilon } — енергія збудження, {\displaystyle v_{F}} — швидкість Фермі, {\displaystyle k} — абсолютна величина двовимірного хвильового вектора.
Розглянемо легований графен зі щільністю носіїв на одиницю площі, {\displaystyle n_{s}} , при досить низькій температурі так, що електрони утворюють вироджене Фермі море. Тоді можна визначити «поверхню Фермі» (2D лінія — коло {\displaystyle \varepsilon =\varepsilon _{F}}). Після врахування спінових і долинних вироджень, відповідний хвильовий вектор Фермі {\displaystyle k_{F}} дорівнює
{\displaystyle {{k}_{F}}={\frac {{\left(\pi {{n}_{s}}\right)}^{1/2}}{2\pi }}}.
Тепер можна визначити «ефективну масу» {\displaystyle m^{*}} звичайним способом (імпульс поділений на швидкість):
{\displaystyle {{m}^{*}}={\frac {\hbar {{k}_{F}}}{{v}_{F}}}\sim n_{s}^{1/2}}.
Для того, щоб визначити циклотронну масу, у квазікласичному наближенні можна використати рівняння (1), в яке слід підставити, {\displaystyle S(\varepsilon )}, площу {\displaystyle k}- простору, що оточена орбітою енергії ε
{\displaystyle S\left(\varepsilon \right)=\pi {{k}^{2}}\left(\varepsilon \right)={\frac {\pi {{\varepsilon }^{2}}}{{{\hbar }^{2}}v_{F}^{2}}}},
звідки знаходимо, що {\displaystyle m_{c}=m^{*}}.
Енергетичний спектр 2D електронних систем у магнітному полі B, нормального до площини, є послідовність дискретних рівній Ландау. Використовуючи квазікласичне наближення квантування площі орбіти в оберненому просторі (квантування Бора-Зомерфельда),
{\displaystyle S\left({{\varepsilon }_{N}}\right)=\pi k^{2}\left({{\varepsilon }_{N}}\right)={\frac {2\pi \left|e\right|BN}{\hbar }},\quad N=0,\pm 1,...} ,
ми знайдемо рівні Ландау в графені
{\displaystyle {{\varepsilon }_{N}}=\pm {\sqrt {2\left|e\right|\hbar v_{F}^{2}B\left|N\right|}}}. (2)
Якщо при {\displaystyle \varepsilon _{N}=\varepsilon _{F}} переписати рівняння (2), як {\displaystyle {{\varepsilon }_{F}}=\hbar \omega _{c}^{\left(N\right)}{\sqrt {\left|N\right|}}}, то формула для «циклотронної частоти» має вигляд:
{\displaystyle \omega _{c}^{\left(N\right)}={{v}_{F}}{\sqrt {\frac {2\left|e\right|{{B}_{N}}}{\hbar }}}},
де {\displaystyle B_{N}}- магнітне поле, що відповідає {\displaystyle N}-му рівню Ландау, що збігатися з рівнем Фермі.

## Циклотронна швидкість[джерело?]
В загальному випадку циклотрона швидкість записується в наступному вигляді:
{\displaystyle v_{c}=\omega _{c}\cdot r_{c}=eB\cdot {\frac {r_{c}}{m_{c}}}\ },
де у випадку традиційних тривимірних напівпровідників циклотронний радіус та маса визначаються як:
{\displaystyle r_{c}(Si)={\sqrt {2}}l_{B}\ }, {\displaystyle m_{c}(Si)=const.\ },
а у випадку двовимірного графена:
{\displaystyle r_{c}(Si)={\frac {l_{B}}{\sqrt {2}}}\ }, {\displaystyle m_{c}(C)=variable\ },
де {\displaystyle l_{B}={\sqrt {\frac {\hbar }{eB}}}\ }- магнітна довжина.
Таким чином, в звичайному тривимірному напівпровіднику, в якому виконується умова постійної ефективної маси, ми будемо мати змінне значення для циклотронної швидкості (наприклад, в КЕХ):
{\displaystyle v_{c}(Si)={\sqrt {2}}\omega _{c}l_{B}=variable\ }.
Інша справа — двовимірний графен. Оскільки ефективна маса його носіїв змінюється, то його циклотрона швидкість завжди постійна:
{\displaystyle v_{c}(C)={\frac {\omega _{c}l_{B}}{\sqrt {2}}}v_{B}=const.\ }
Використавши це, ми можемо через неї визначити і циклотронну частоту:
{\displaystyle \omega _{c}(C)={\sqrt {2}}{\frac {v_{B}}{l_{B}}}}
та циклотронну масу:
{\displaystyle m_{c}(C)=eB\cdot {\frac {r_{c}(C)}{v_{c}(C)}}={\frac {1}{v_{B}}}{\sqrt {\frac {eB\hbar }{2}}}}.
Таким чином, за межами розгляду елементів зонної структури та циклотронної маси, лишилась постійна швидкість {\displaystyle v_{B}}. Звідки вона взялася, і який її масштаб?

## Експериментальне обґрунтування постійності циклотронної швидкості в графені
Найточніше значення постійної швидкості носіїв струму в графені було знайдено Діаконом та інш. в експериментах по відгуку фотопровідності на взірцях графена з декількома рівнями Ландау.
Це експериментальне значення швидкості для різних рівней Ландау знаходилося в діапазоні значень:
{\displaystyle v_{B.exp}=(1.069-1.118)\cdot 10^{6}m/s}.
Не важко помітити, що посередині цього діапазону знаходиться єдина фізична величина швидкості, яка називається борівською, оскільки визначає швидкість циклічного руху електрону на першій борівській орбіті атома Бора:
{\displaystyle v_{B}={\frac {\alpha c}{2}}=1.0938453\cdot 10^{6}m/s}.
На сьогодні рівність цих швидкостей
{\displaystyle v_{B}=v_{B.exp}\ }
виконується з точністю до двох процентів:
{\displaystyle \Delta =\pm 2.2\%\ }.
Безумовно надалі точність зросте, проте на скільки, поки що не відомо.